# Sociedad Europea de Física
La Sociedad Europea de Física (en inglés, European Physical Society, EPS) es una organización sin ánimo de lucro cuyo propósito es promover la física y la labor de los físicos en Europa. Fue creada en 1968, y entre sus miembros se incluyen las sociedades nacionales de física de 41 países, y unos 3200 miembros individuales. La Sociedad Alemana de Física, la mayor organización de físicos en el mundo, es un miembro importante.
Una de sus principales actividades es la organización de conferencias internacionales. Su revista es Europhysics Letters; entre sus otras publicaciones se incluyen Europhysics News y la European Journal of Physics. Está organizada en 11 divisiones y 7 grupos.

## Premios
La EPS otorga diversos premios, incluyendo el Premio EPS Europhysics. y el Premio Lisa Meitner.

## Conferencias patrocinadas
La EPS organiza periódicamente las Europhysics Conferences sobre distintos campos de la física y, además, patrocina otros eventos (Sponsored Conferences) organizados por otras organizaciones afines, como la Conferencia Internacional de Estudiantes de Física en 2011.